# Sau Nummer vier. Ein Niederbayernkrimi
Sau Nummer vier. Ein Niederbayernkrimi ist der Titel eines deutschen Fernsehfilms des Bayerischen Rundfunks, der am 29. Juni 2010 auf dem Filmfest München seine Premiere feierte. Er gehört zur Reihe der Heimatkrimis des Bayerischen Rundfunks.

## Handlung
Im kleinen Ort Niedernussdorf in Niederbayern findet ein Rauhaardackel den abgetrennten Finger einer männlichen Person. Dies ruft Hauptkommissar Lederer aus dem benachbarten Straubing auf den Plan. Er findet heraus, dass der Finger von einem Schwein abgebissen wurde und schließt daraus, dass vor kurzem in Niedernussdorf ein Mann getötet worden sein muss und an Schweine verfüttert wurde. Die ortsansässige Polizistin Gisela Wegmeyer kann dieser Theorie nichts abgewinnen, sie glaubt an einen Unfall.
Es kommt zu Spannungen zwischen den beiden Polizisten, als Lederers Verdacht auf die Schweinebauern Matthias und Anne Berner fällt. Dann werden in einem Waldstück die Überreste eines Feuers entdeckt, in denen ein künstliches Hüftgelenk liegt. Damit scheint die Existenz einer Leiche belegt und die Polizisten intensivieren ihre Ermittlungen. Gisela vermutet, dass die betagte Schwiegermutter von Monika Baumgartner, die angeblich zur Kur sein soll, gar nicht mehr lebt. Als sich herausstellt, dass die Asche, die im Wald gefunden wurde, eindeutig von einer alten Frau stammt, bewahrheitet sich ihr Verdacht. Um die Rente von Mathilda Baumgartner nicht zu verlieren, wollte man die alte Frau an die Schweine verfüttern, doch Gerhard Baumgartner hatte versucht, den Leichnam seiner Frau davor zu bewahren, dabei hatte ihm die Sau Nummer vier den Finger abgebissen. Letztendlich hat sein Sohn den Leichnam im Wald verbrannt. Polizistin Gisela Wegmeyer ist einfach nur entsetzt.

## Produktion
Der Film wurde von der Roxy Film GmbH im Auftrag des Bayerischen Rundfunks produziert. Johanna Bittenbinder spielte darin ihre erste Hauptrolle. Der Filmstoff wurde von der Produktionsfirma für sie entwickelt.
Die Dreharbeiten fanden vom 28. Oktober bis 29. November 2009 in Niederbayern statt. Konkret wurden einige Szenen, z. B. die auf dem Sportplatz, in Stubenberg aufgenommen. Weitere Szenen wurden auf dem sogenannten Berner Hof in Rothenaign 1 in Bad Birnbach gedreht.
Eine Fortsetzung mit dem Titel Paradies 505. Ein Niederbayernkrimi wurde im August und September 2012 gedreht und am 19. Oktober 2013 ausgestrahlt.

## Veröffentlichung
Die Premiere von Sau Nummer vier fand am 29. Juni 2010 auf dem Filmfest München statt. Die Erstausstrahlung erfolgte am 23. Oktober 2010 im Bayerischen Rundfunk. Am 27. Juni 2012 kam es schließlich zur bundesweiten Ausstrahlung in der ARD.
Drehbuchautor Christian Limmer veröffentlichte im März 2012 den Kriminalroman Unter aller Sau bei Droemer, der auf dieselben Figuren und Schauplätze wie Sau Nummer vier zurückgreift und offenbar als Vorlage für Paradies 505. Ein Niederbayernkrimi gedient hat. Zwei weitere Romane, Saubär und Saucool, erschienen 2013 und 2015.
Sau Nummer vier ist am 23. Oktober 2012 als Kauf-DVD bei KNM Home Entertainment erschienen.

## Kritik
TV Spielfilm fand den Film „pfundig“, lobte den „originellen Bauernkrimi voll skurrilem Witz und grandiosen Figuren“, der „in wuchtigen Bildern aus dem urigen Niederbayern“ erzählt wird.

„Für Sau Nummer vier gibt’s die Note Eins“

„Die Roxy-Filmer verfügen über ein besonderes Händchen für bayerische Komödienstoffe, auch wenn diese - wie bei "Sau Nummer Vier" - das Gewand eines Krimis übergestreift bekommen.“

## Auszeichnungen
Im Jahr 2011 wurde Sau Nummer vier beim Bayerischen Fernsehpreis mit dem Regiepreis für Max Färberböck geehrt.